# 1992 à Terre-Neuve-et-Labrador
Chronologie de Terre-Neuve-et-Labrador
- 1988
- 1989
- 1990
- 1991
- 1992
- 1993
- 1994
- 1995
- 1996

Cette page concerne les événements survenus en 1992 dans la province canadienne de Terre-Neuve-et-Labrador.

## Politique
- Premier ministre : Clyde Wells
- Chef de l'Opposition :
- Lieutenant-gouverneur : Frederick Russell
- Législature :

## Naissances
- 29 juin : Zach O'Brien (né à Saint-Jean) est un joueur de hockey sur glace canadien. Il joue avec les Monarchs de Manchester dans la Ligue américaine de hockey.

## Décès
- 2 septembre : Émile Benoît, chanteur et musicien.